# 李垣
李 垣（り えん）は、中華民国・満洲国の政治家・外交官。北京政府の要人で、後に冀東防共自治政府にも参加した。字は謙六。

## 事績

### 清末の活動
北京同文館を卒業。最初は東三省に赴任し、吉林交渉局提調、ハルビン鉄路交渉局提調を歴任した。その後にロシアへ留学し、サンクトペテルブルク大学で学ぶ。卒業後は駐ロシア公使館で通訳官を担当した。

### 北京政府での活動
中華民国成立後は、北京政府の国務院法制局編訳員に任命される。1913年（民国2年）に法制局検事となる。翌年に署理法制局参事に任ぜられた。
その後、李垣はモンゴル（外蒙古）で官職を歴任する。1918年（民国7年）3月に恰克図佐理員に任じられた。1920年（民国9年）7月には、徐樹錚の辞任を受けて護理西北籌備使を兼任した。同年9月、烏努烏梁海（タンヌ・ウリャンカイ）参賛へ異動する。12月、さらに科布多（ホブド）参賛に転じた。
翌年3月、庫烏科唐鎮撫使陳毅がモンゴル軍とロシア白軍に敗北し、北京政府から罷免されると、李垣が代理庫烏科唐鎮撫使を兼任した。しかし1922年（民国11年）、ソビエト連邦の支援を受けたモンゴルのボグド・ハーン政権により、蒙古での北京政府の役職は一掃された。これにより、李垣は蒙古での地位を失っている。なお蒙古にあった間、外蒙冊封副使、蒙疆経略使署左参賛なども歴任している。
1925年（民国14年）、善後会議会員となる。7月には、臨時参政院参政となった。翌年9月には、京兆尹兼北京市長に任ぜられた。1927年（民国16年）、辞職している。

### 満洲国・親日政府での活動
1933年2月、ソビエト連邦のチタに満州国領事館が開設されることになり、李垣が領事に任命された。1935年（民国24年）11月、殷汝耕が冀東防共自治委員会（翌月、冀東防共自治政府に改組）を成立させると、李垣もこれに参加して貨物査検所長に任命されている。以後、李垣の行方は不詳である。

## 注
1. 1 2 3 4 5  徐主編（2007）、432頁。
2. ↑  中華人民共和国の元帥・外交部長として著名な陳毅とは、同姓同名の別人。
3. ↑  「満洲國領事館 チタに新設」『読売新聞』1933年1月29日。
4. ↑  高木（1937）、139頁。
5. ↑  尾崎監修（1940）、329頁の記載によると、中華民国臨時政府が1938年（民国27年）10月1日に財政部を創設した際に李垣が同部総務局長に就任、としている。しかし、劉ほか編（1995）、1021頁及び1288頁によれば、この総務局長に就任した人物は「李桓」（別号は経武。四川省隣水県出身）という別人である。